# 黃子綝
黃子綝（1986年—2015年1月4日）
，生於臺灣彰化縣員林鎮（今員林市）。南華大學文學系（輔系：傳播學系）畢業。15歲時經檢查發現罹患多發性神經纖維瘤第二型，此疾使她失去聽力和平衡感，又因多次手術使顏面神經失去功能，因此她不能言語、沒有表情且肢體癱瘓，必須藉行動輔具移動、以手語或鍵盤輸入文字來與人溝通。她專注於繪畫與文學創作，繪有多幅作品，就讀南華大學文學系期間曾二度舉辦個人畫展，並於2013年獲得總統教育獎。2015年1月4日，因吞嚥早餐造成氣管堵塞而逝世，得年29歲。

## 生平

### 早年
黃子綝出生於彰化縣員林市百果山出水巷，下有一弟一妹。自小學起靠著處理水果的打工以賺取零用錢。雖然父母經常爭吵、且長年酗酒的父親經常對她施暴，但她並不在意，常藉著爬樹轉換心情，她自嘲這段經歷將自己培養成「一個野性又大膽的女生」。在黃子綝就讀國中一年級時，父親因肝癌病逝。黃子綝開始學習繪畫，夢想成為一名漫畫家，並開始研究占星術和命理學，此時的她也意識到自己的聽力正逐漸退化。國中二年級時，經醫師診斷發現腦部長出多顆腫瘤，罹患和母親相同的多發性神經纖維瘤，始被認定為殘障人士。國中畢業後，黃子綝先後進入五專和高職，並以成為營養師為志向，但不久後因病休學，病情也逐漸惡化。19歲時，母親因多發性神經纖維瘤逝世。而黃子綝的纖維瘤也致使她完全失去聽力，逐漸失去言語能力，四肢癱軟無力、不良於行，更削弱她的視力。至2014年為止，黃子綝總共進行六次手術，這些手術使得她的顏面神經失去功能，無法做出表情。

### 大學生涯
2010年起，黃子綝進入南華大學文學系就讀，校方安排同學擔任其聽打員，將課堂內容轉換為文字，降低其學習過程所受到的阻礙，亦協助她與師生們交流。在黃子綝完全失去說話和獨立行走的能力後，仍經常以手語或即時通訊軟體留言鼓勵學弟妹，並開始以輪椅代步，在二年級下學期起使用電動輪椅，她自嘲自己如同變形金剛。即使身坐輪椅，她也並不缺席校外教學，且每週至彰化員林精進畫技。這些努力也讓她於2013年獲贈總統教育獎表揚。黃子綝的精神也感動了大林慈濟醫院公共傳播室主任于劍興，讓他為黃子綝撰寫傳記《當聲音去流浪》。傳記於2014年付梓，黃子綝在同年於嘉義縣大林慈濟醫院、台中慈濟醫院舉辦畫展及新書發表會，11月時至南華大學續展，並將部份所得捐作公益。2014年6月，黃子綝自南華大學畢業，同時獲頒勤奮向學獎。她在畢業後選擇在校輔系傳播學系課程，並準備文學系碩士班考試。

### 逝世
2015年1月4日，黃子綝於學生宿舍吃早餐時，因吞嚥不慎造成氣管堵塞而窒息。由於時逢元旦連續假期，宿舍內沒有其它學生，她的室友於下午三點返回宿舍並發現異狀，但黃子綝在送醫後仍宣告不治，得年28歲。逝世後，胞弟將她生前的畫作帶回彰化老家展出，而南華大學於同月13日為其舉辦追思會，並展出她的三十多幅畫作、詩詞和其它作品以茲悼念。

## 作品
黃子綝使用右手作畫，在多次手術導致右手無力後改以左手作畫。她不喜歡畫人像，作品多為動物和風景。平均每二、三週能繪製一幅新作品，她透過販售畫作支應自己的學費與生活費，亦將部份所得捐出回饋社會。黃子綝表示自己的原點是日本漫畫《美少女戰士》，她也喜歡宮崎駿和水木茂的作品。

## 外部連結
- 藍緗的Facebook專頁